# Lagunillas, Jalisco
Lagunillas är en ort i Mexiko.   Den ligger i kommunen San Martín Hidalgo och delstaten Jalisco, i den centrala delen av landet, 500 km väster om huvudstaden Mexico City. Lagunillas ligger 1 996 meter över havet och antalet invånare är 106.
Terrängen runt Lagunillas är huvudsakligen kuperad, men söderut är den bergig. Runt Lagunillas är det glesbefolkat, med 18 invånare per kvadratkilometer. Närmaste större samhälle är Cocula, 18,2 km öster om Lagunillas. I omgivningarna runt Lagunillas växer huvudsakligen savannskog.